# Trường Cao đẳng Công nghiệp Quốc phòng
Trường Cao đẳng Công nghiệp Quốc phòng là một trường cao đẳng công nghệ trực thuộc Tổng cục Công nghiệp Quốc phòng Việt Nam. chuyên đào tạo kỹ thuật viên, cử nhân kế toán, tài chính doanh nghiệp, công nhân kỹ thuật và thợ lành nghề trình độ cao đẳng, trung cấp và sơ cấp cho các cơ quan, đơn vị, tập đoàn, công ty, nhà máy, xí nghiệp của Bộ Quốc phòng Việt Nam.
- Ngày truyền thống: 24/3/1952 (ngày thành lập trường trung cấp quân giới hay còn gọi là trường công nhân kỹ thuật 3)[1]
- Ngày thành lập: 06/5/2009.

## Sứ mệnh, mục tiêu
Lợi ích và chất lượng tốt nhất cho xã hội và cộng đồng từ chức năng và nhiệm vụ giáo dục đào tạo, nghiên cứu khoa học chính là sứ mệnh của trường Cao đẳng CNQP, góp phần đắc lực vào công cuộc công nghiệp hoá, hiện đại hóa đất nước, giữ gìn an ninh quốc phòng và phát triển Hệ thống Giáo dục Đại học - Cao đẳng Việt Nam.
Xây dựng Nhà trường trở thành trường Cao đẳng định hướng ứng dụng- nghề nghiệp, đào tạo kỹ thuật viên, công nhân, thợ lành nghề có uy tín, chất lượng cao, đa ngành, đa lĩnh vực, một trung tâm nghiên cứu công nghệ và công nghiệp hàng đầu Tổng cục.

## Chức năng, nhiệm vụ
- Đào tạo bậc Cao đẳng và Trung cấp các ngành Kinh tế Kỹ thuật;
- Đào tạo Cao đẳng nghề, Trung cấp nghề và dạy nghề ngắn hạn;
- Đào tạo nâng cao, đào tạo lại, tập huấn, bồi dưỡng cán bộ, nhân viên chuyên môn kỹ thuật, nghiệp vụ, thợ bậc cao cho Ngành Công nghiệp Quốc phòng;
- Đào tạo học viên Quốc tế, đào tạo nguồn nhân lực cho sự nghiệp Công nghiệp hóa - Hiện đại hóa khi được Nhà nước và Bộ Quốc phòng giao;
- Nghiên cứu ứng dụng khoa học, Công nghệ phục vụ đào tạo, huấn luyện, sản xuất Quốc phòng và phát triển Kinh tế - Xã hội;
- Tận dụng khả năng hiện có để tổ chức sản xuất, kinh doanh, dịch vụ theo quy định của Pháp luật; Xây dựng Nhà trường vững mạnh, sẵn sàng nhận và hoàn thành các nhiệm vụ được giao.

## Lịch sử
- Tiền thân của Trường Cao đẳng Công nghiệp Quốc phòng là Trường Trung cấp quân giới được thành lập ngày 24/3/1952.
- Ngày 28/10/1991, Trường Trung học Kinh tế - Kỹ thuật và dạy nghề được ra đời (theo quyết định số 455/QĐ- TM của Tổng Tham mưu trưởng) trên cơ sở sáp nhập 4 trường: Trường Trung cấp kỹ thuật; Trường Công nhân kỹ thuật 3; Trường Trung học kinh tế; Trường Bổ túc cán bộ.[1]
- Ngày 6/3/2000, Bộ trưởng Bộ quốc phòng ký quyết định số 294/200QP- QĐ đổi tên trường thành Trường Trung học Công nghiệp quốc phòng.
- Ngày 6/5/2009, Bộ Quốc phòng, Bộ Giáo dục & Đào tạo quyết định thành lập Trường Cao đẳng Công nghiệp Quốc phòng trên cơ sở nâng cấp Trường Trung học Công nghiệp Quốc phòng trực thuộc Tổng cục Công nghiệp Quốc phòng.

## Đào tạo

### Cao đẳng Công nghệ Kỹ thuật
Thời gian đào tạo: 3 năm
- Công nghệ Kỹ thuật Cơ khí;
- Công nghệ chế tạo máy;
- Cắt gọt kim loại;
- Công nghệ Kỹ thuật Hóa học;
- Công nghệ Kỹ thuật Điện - Điện tử;
- Tự động hóa công nghiệp;
- Cơ Điện tử;
- Công nghệ thông tin;

Sau khi tốt nghiệp sinh viên được học tiếp liên thông lên Đại học chính quy cùng ngành đào tạo (Cơ hội liên thông lên các trường lớn của Việt Nam như: Học viện Kỹ thuật Quân sự, Đại học Kinh tế Quốc dân, Học viện Tài chính,...).

### Trung cấp chuyên nghiệp
Thời gian đào tạo 1.5 năm:
1. Cắt gọt kim loại (Tiện, Phay, Mài);
2. Nguội chế tạo;
3. Điện Công nghiệp;
4. Điện lạnh (Kỹ thuật máy lạnh và điều hòa không khí);
5. Hàn;
6. Công nghệ mạ;
7. Công nghệ kỹ thuật hóa học (Hóa nổ).

### Trung cấp nghề
Thời gian đào tạo: 1 đến 2 năm; 20 nghề gồm:
1. Tiện;
2. Phay;
3. Mài;
4. Nguội chế tạo;
5. Điện Công nghiệp và Dân dụng;
6. Tiện CNC;
7. Phay CNC;
8. Nguội sửa chữa máy công cụ;
9. Nguội lắp ráp cơ khí;
10. Điện - Nước;
11. Cấp - thoát nước;
12. Kiểm nghiệm;
13. Rèn dập;
14. Công nghệ Nhiệt luyện;
15. Công nghệ Đúc Kim loại;
16. Hóa nổ;
17. Hàn TIC, MIG, MAG;
18. Hàn gò;
19. Công nghệ mạ;
20. Tin học văn phòng.

### Đào tạo Sơ cấp nghề
3 tháng, 6 tháng, 9 tháng -> Tuyển sinh thường xuyên

## Tổ chức
Hiệu trưởng: Thượng tá, T.S Vũ Quang Bách
Chính ủy: Đại tá, Th.S Lê Tố Hữu
Phó Chính ủy: Thượng tá, Th.S Hoàng Đức Thông
Các phó hiệu trưởng: 
1. Đại tá, Hoàng Anh Vinh
2. Đại tá, Đỗ Văn Trung
3. Đại tá, Vũ Văn Chiến
4. Trung tá, Phạm Quốc Việt

### Các cơ quan
- Phòng Đào tạo
- Phòng Chính trị
- Phòng Tham mưu - Hành chính
- Phòng Hậu cần - Kỹ thuật
- Ban Khảo thí và Đảm bảo chất lượng Giáo dục & Đào tạo
- Ban Khoa học quân sự
- Ban Tài chính

### Các khoa
- Khoa KHXH & NV
- Khoa Cơ bản - cơ sở
- Khoa Cơ khí
- Khoa Công nghệ hoá nổ
- Khoa Điện - Điện tử
- Khoa Công nghệ thông tin
- Khoa Công nghệ Vũ khí đạn
- Khoa Quân sự chung

### Quản lý sinh viên
- Tiểu đoàn học viên

## Địa chỉ
- Cơ sở 1: Số 22/103, Đường Lý Sơn, Phường Ngọc Thụy, Quận Long Biên, Thành phố Hà Nội. ĐT: 0438 273 264.
- Cơ sở 2: Phường Thanh Vinh, Thị xã Phú Thọ, tỉnh Phú Thọ. ĐT: 02103 820 227.
- Phòng Đào tạo, Trường Cao đẳng Công nghiệp Quốc phòng